# Василькив, Руслан Борисович
Руслан Борисович Василькив (род. 8 января 1973, Украинская ССР) — украинский футболист, защитник.

## Игровая карьера
Футболом начал заниматься во время службы в армии. Играл в составе одесского СКА. 07 мая 1992 года в игре с луганской «Зарёй» дебютировал в высшей лиге чемпионата Украины. Позже в высшей лиге играл за «Черноморец» (серебряный призёр чемпионата Украины 1995/96, участник матчей розыгрыша Кубка УЕФА) и «Николаев».
Карьеру продолжил в командах «Портовик», «Спартак» (Сумы) и «Оболонь». В составе «пивоваров» — бронзовый призёр чемпионата Украины в первой лиге (2001/02), что дало право выступать в следующем сезоне в высшей лиге.
С 2003 по 2007 года выступал в любительских клубах города Одессы. В составе «Ивана» — чемпион Украины среди любительских команд (2005).

## Мини-футбол
В 1993 году играл в мини-футбольной команде СК «Южный».